# Regering-Bech-Bodson
De Regering-Bech-Bodson was van 29 december 1953 tot 29 maart 1958 aan de macht in het Groothertogdom Luxemburg. Joseph Bech werd premier na het onverwachte overlijden van premier Pierre Dupong (overleden 23 december 1953)

## Samenstelling
|                                               | Joseph Bech    | President van de Regering, minister van Buitenlandse Zaken, minister van Buitenlandse Handel, Landbouw en Wijnbouw            | CSV  |
|                                               | Pierre Frieden | Minister van Onderwijs, Bevolking en Familie, Binnenlandse Zaken, Volksgezondheid, Religieuze Zaken, Kunsten en Wetenschappen | CSV  |
|                                               | Victor Bodson  | Minister van Justitie, Bouw en Transport                                                                                      | LSAP |
|                                               | Nic Biever     | Minister van Arbeid, Sociale Voorzieningen en Sociale Zaken                                                                   | LSAP |
|                                               | Michel Rasquin | Minister van Economische Zaken                                                                                                | LSAP |
|                                               | Pierre Werner  | Minister van Financiën en het Leger                                                                                           | CSV  |
| Bech-Bodson II (29 juni 1954 - 29 maart 1958) |                | |      |
|                                               | Joseph Bech    | President van de Regering, minister van Buitenlandse Zaken, minister van Buitenlandse Handel en Wijnbouw                      | CSV  |
|                                               | Pierre Frieden | Minister van Onderwijs, Bevolking en Familie, Binnenlandse Zaken, Religieuze Zaken, Kunsten en Wetenschappen                  | CSV  |
|                                               | Victor Bodson  | Minister van Justitie, Bouw en Transport                                                                                      | LSAP |
|                                               | Nic Biever     | Minister van Economische Zaken (tot 20 januari 1958)                                                                          |      |
|                                               | Michel Rasquin | Minister van Arbeid, Sociale Voorzieningen en Sociale Zaken                                                                   | LSAP |
|                                               | Pierre Werner  | Minister van Financiën en het Leger                                                                                           | CSV  |
|                                               | Émile Colling  | Minister van Landbouw en Volksgezondheid                                                                                      | CSV  |
|                                               | Paul Wilwertz  | Commissaris-generaal (dat wil zeggen staatssecretaris), sinds 20 januari 1958 minister van Economische Zaken                  |      |

- Joseph Bech was van 1926 tot 1937 al eerder premier geweest, zie hiervoor: Regering-Bech